# Levir Culpi
Levir Culpi (født 28. februar 1953) er en tidligere brasiliansk fodboldspiller og træner.